# Farranula gracilis
Farranula gracilis – gatunek widłonoga z rodziny Corycaeidae.

## Systematyka
Gatunek ten opisał amerykański zoolog James Dwight Dana, nadając mu nazwę Corycaeus gracilis; publikacja ukazała się pomiędzy 1849 a 1852 rokiem. Opisane przez Danę w tej samej publikacji taksony Corycaeus deplumatus i Corycaeus pellucidus zostały później zsynonimizowane z Corycaeus gracilis.  